# Rosen Plevneliev
Rosen Plevneliev (født 14. maj 1964) er en bulgarsk politiker og fra januar 2012 Bulgariens præsident. Han var minister for regional udvikling og offentligt arbejde fra 2009 til 2011, som del af Boyko Borisovs regering. Plevneliev blev valgt til præsident i en anden valgrunde og tiltrådte posten 18. januar 2012.
Plevneliev er uddannet datalog ved Det tekniske universitet i Sofia. Efter endt uddannelse startede han i de første år af Bulgariens overgang til demokrati og markedsøkonomi en række virksomheder i bygge- og ejendomsbranchen. Fra 1991 til 1998 arbejdede han i Tyskland, hvor hans entreprenørfirma var underleverandør ved byggeprojekter.
I 2009 blev Plevneliev engageret i partiet GERB og i juli samme år blev han udnævnt til minister for regional udvikling og offentligt arbejde i regeringen ledet af premierminister Boyko Borisov. Han blev nomineret som præsidentkandidat af GERB til valget i oktober 2011. Plevneliev vandt valget med 52,6 % af stemmerne i anden runde..